# Metro w Pjongjangu
Metro w Pjongjangu (kor. 평양 지하철도) – system kolei podziemnej w Pjongjangu, stolicy Korei Północnej. Funkcjonuje on od 6 września 1973 roku, gdy uruchomiona została linia Ch'ŏllima. Dwie linie formujące ten system składają się łącznie z 16 stacji. Jest to najgłębszy system metra na świecie – stacje są położone na głębokości 110 metrów. Nie posiada on odcinków naziemnych. Dzienna liczba pasażerów w zależności od źródła szacowana jest na od 300 tysięcy do 400 tysięcy lub do 700 tysięcy.
Linia Ch'ŏllima przebiega od stacji Kwangbok na południowym zachodzie do stacji Rakwŏn położonej na północnym wschodzie, a linia Hyŏksin biegnie na północ od stacji Puhŭng, wzdłuż brzegu rzeki Taedong-gang do stacji Pulgŭnbyŏl. Linie przecinają się na stacji Chŏnu.

## Historia
Budowę metra rozpoczęto w 1968 roku. Pociągi oraz sprzęt elektryczny do wsparcia systemu został dostarczony przez Chiny.
Podczas budowy tunelu pod rzeką Taedong-gang wydarzył się wypadek, w którym miało zginąć 100 robotników. Budowę tego tunelu porzucono i nigdy nie został on ukończony. Metro przebiega dziś wyłącznie na zachodnim brzegu rzeki. Ostatni używany odcinek metra (Ponghwa–Puhŭng) oddano w 1987 roku. W 1999 roku KBS, południowokoreański nadawca, podał, że 3. i 4. linia metra w Pjongjangu ma być w budowie, a ich otwarcie miało nastąpić rok później, gdyż Partia Pracy Korei obchodziła wtedy 55. rocznicę jej powołania.
Dla turystów metro nie było dostępne do 2010 roku z wyjątkiem stacji Puhŭng i Yŏnggwang, gdy otwarto dostęp do 6 stacji. Cztery lata później rozszerzono go na wszystkie stacje. Restrykcja obowiązująca do 2010 roku była powodem powstawania teorii, według których metro w Pjongjangu składało się tylko z dwóch stacji.
W 2021 roku na łamach Pyongyang Times ogłoszono, że 4 stacje w całej sieci zostały wyremontowane: Chŏnsŭng, Chŏnu, Kaesŏn i T'ongil.

## Sieć
Sieć metra składa się z dwóch linii o rozstawie szyn 1435 mm:
- Ch'ŏllima o długości ok. 12 km, otwartej 6 września 1973 roku. Nazwa linii pochodzi od nazwy konia z mitologii koreańskiej[2];
- Hyŏksin o długości ok. 10 km, otwartej w październiku 1975 roku[2].

Nazwy przystanków są powiązane z ich lokalizacją, jednak nazwy ulic w pobliżu stacji metra odnoszą się głównie do haseł „rewolucji Dżucze” (Zwycięstwo, Jedność itp.).
Jest to jeden z najtańszych systemów metra na świecie - jeden przejazd kosztuje 150 wonów północnokoreańskich (ok. 68 groszy). Opłata jest stała, niezależnie od tego, jak długi dystans został przebyty. W metrze przejazd zalegalizować można za pomocą biletów papierowych lub kart elektromagnetycznych. Czytniki tych drugich pokazują też, na ile kolejnych przejazdów karta będzie jeszcze ważna.
Cała sieć znajduje się pod ziemią, z wyjątkiem zajezdni. Ze względu na głębokość całego systemu, która wynosi 110 metrów, w metrze w Pjongjangu panuje stała temperatura 18 stopni Celsjusza. Zejście do poziomu peronu stacji trwa około 3,5 minuty. Korytarze stacji zabezpieczają stalowe drzwi przeciwwybuchowe, zaś sama głębokość stacji sprawia, że mogą one służyć za schrony.
Pociągi kursują z maksymalną częstotliwością co 2–3 minuty w godzinach szczytu i 5–6 minut poza szczytem. Metro jest czynne od godziny 5:30 do 23:30.
Przewiduje się, że system metra jest zamykany w pierwszy poniedziałek każdego miesiąca, oficjalnie z przyczyn ekonomicznych. Istnieją też podejrzenia, że w niektórych przypadkach, gdy prąd przestanie docierać do systemu metra ze względu na niestabilność infrastruktury energetycznej Korei Północnej, pasażerowie muszą czekać nawet godzinami na ponowne uruchomienie pociągów. Na stacjach oświetlenie jest przyciemniane, lub nawet w ogóle nie funkcjonuje.
Według NK News, oprócz metra dla obywateli mieszkających w stolicy, istnieje drugi, niezależny od publicznego systemu metra, tylko dla rządu i najwyższych urzędników. To samo źródło podaje, że rozbudowa podziemnej kolejki o kolejne połączenia ma najpewniej miejsce, co miało zostać poparte zdjęciami satelitarnymi północnokoreańskiej stolicy. Sugeruje się, że dalszy rozwój systemu metra ma nastąpić do między innymi jednostek wojskowych w Pjongjangu, ale i też w kierunku dzielnicy Man’gyŏngdae.
W trakcie 8. kongresu Partii Pracy Korei w 2021 roku zadecydowano o odnowieniu w nieokreślonej przyszłości wszystkich stacji w całym systemie, a także zaplanowano produkcję nowych rodzajów pociągów.

## Tabor
Początkowo eksploatowane były chińskie pociągi typu DK4 wyprodukowane w fabryce w Changchun w latach 1972–1973 (władze północnokoreańskie utrzymywały, że były to produkty krajowe). Ostatecznie zostały one wycofane w 1998 roku i sprzedane do Chin, gdzie podjęto ich eksploatację na linii 13. metra w Pekinie.
Od roku 1997 eksploatowane są wagony dwóch typów sprowadzone z metra w Berlinie:
- G-I (Gisela) – z metra dawnego Berlina Wschodniego z lat 1978-1982;
- D (Dora) – z metra dawnego Berlina Zachodniego z lat 1957-1965

Wagony odmalowano na kolor czerwono-kremowy, a wewnątrz rozmieszczono portrety Kim Ir Sena i Kim Dzong Ila. Pociągi typu G-I przestały wyjeżdżać na trasę ze względu na najprawdopodobniej przeniesienie ich do obsługi innych połączeń kolejowych w Korei Północnej.
Od 2016 roku testowany jest nowy typ pociągu, który został wyprodukowany w Korei Północnej. W taborze znajdują się wyłącznie dwa egzemplarze tego pociągu – pierwszy, którym podróżował Kim Dzong-Un, został wyprodukowany w 2015 roku, zaś drugi dopiero w 2020 roku. Pojazdy te wyposażone są też w system informacji pasażerskiej, który przedstawia m.in. następną stację, obecną pozycję pociągu, prędkość, temperaturę czy wilgotność powietrza.
Każdy pociąg kursujący w metrze w Pjongjangu składa się z 3 wagonów, co w godzinach szczytu może prowadzić do ich nadmiernego obciążenia.